# Luigi Deleidi
Luigi Deleidi, detto il Nebbia (Bergamo, 15 novembre 1784 – Bergamo, 2 settembre 1853), è stato un pittore italiano.

## La vita

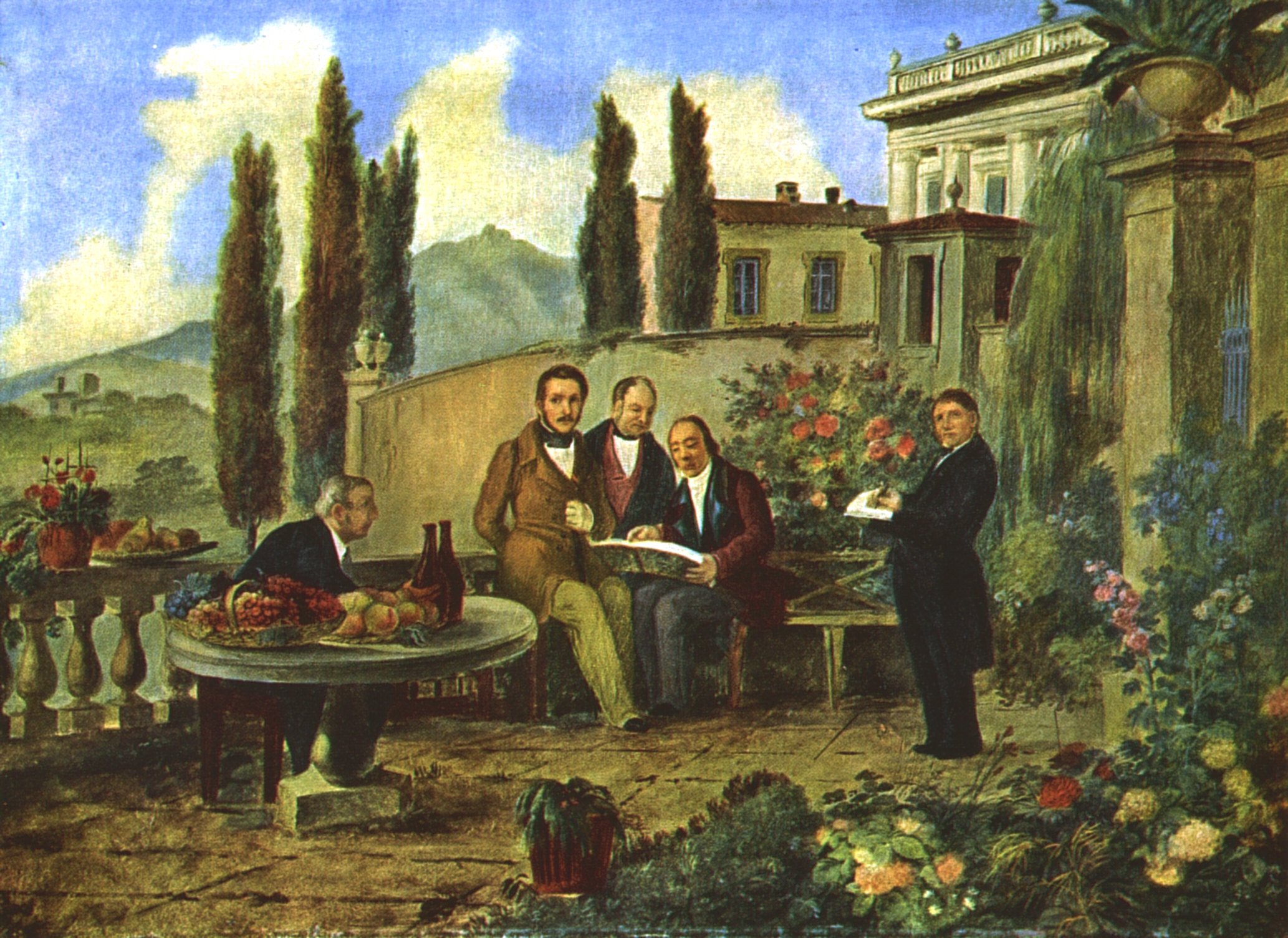
Conversazione sulla terrazza o Donizetti e amici

Luigi Deleidi, detto il Nebbia, nacque nel 1784 a Bergamo in una famiglia dall'elevata propensione artistica: la madre difatti era figlia del noto pittore Pietro Gualdi Lodrini, morto pochi mesi dopo la nascita del nipote Luigi. 
Fu quindi indirizzato verso gli studi artistici al fine di perfezionare l'innata abilità nel disegno: frequentò la scuola di Pittura e Scenografia di Milano, dove fu seguito da Alessandro Sanquirico.
Cominciò presto a specializzarsi nell'esecuzione di paesaggi, assumendo il soprannome il nebbia per via dei suoi dipinti contraddistinti da una leggera velatura cromatica, ma anche a causa delle numerose opere raffiguranti immagini invernali.
L'artista inoltre nutriva una grande passione per la musica, tanto che sovente era solito esibirsi in assoli di fagotto nei teatri in cui eseguiva le scenografie, primi su tutti il teatro Sociale ed il teatro Riccardi (ora teatro Donizetti) entrambi siti nel capoluogo orobico.
La sua attrazione verso la musica, la poesia e la pittura lo portò a legare con numerosi artisti della Bergamo di quel tempo, tra cui spiccavano le figure di Gaetano Donizetti, Giuseppe Diotti, Pietro Ronzoni, Francesco Coghetti e Paolo Vincenzo Bonomini.
Fu ospite di numerose personalità del tempo, che lo portarono a dipingere in alcune delle ville dell'aristocrazia bergamasca, ma anche in palazzi di Roma, città in cui soggiornò dal 1837 al 1842.
Trascorse gli ultimi anni della sua vita nella tranquillità della sua casa di Bergamo fino al  1853, quando morì per apoplessia.

## Le opere

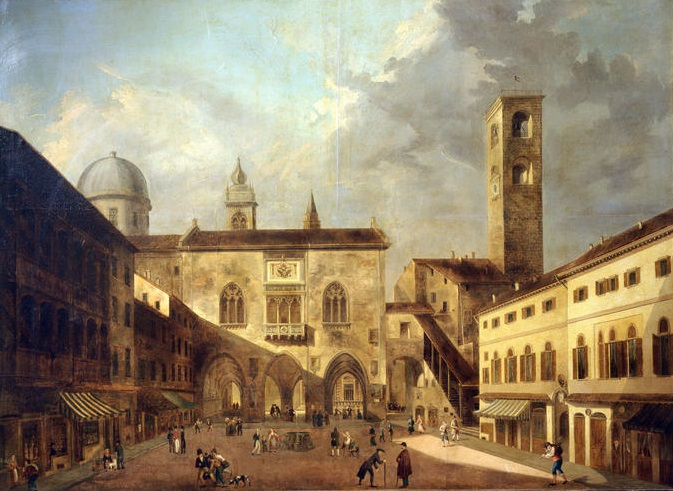
Veduta di Piazza Vecchia a Bergamo, ca 1815

Le opere, caratterizzate da uno stile pre-romantico e classico, sono tuttora ricordate per il tocco sensibile che l'artista riusciva a dare. 
Quasi tutti i dipinti raffigurano paesaggi, eseguiti su tele o come affreschi in numerose ville, ma anche per allestire scenografie nei teatri. L'abilità de "Il nebbia" tuttavia non riguardava la ritrattistica, disciplina nella quale non eccelleva di certo, come si può evincere dallo scarso numero di ritratti da lui eseguiti.
Di grande interesse sono le sue decorazioni poste nei vari saloni del Castello di Calepio e nel Castello di Costa di Mezzate eseguite per conto dell'amico Andrea Vertova, proprietario dell'antico maniero, ma anche quelle della Villa Torlonia di Castel Gandolfo, in cui affiancò l'amico Francesco Coghetti.